# Родригес Портильо, Джонатан
Джоната́н Хавье́р Родри́гес Порти́льо (исп. Jonathan Javier Rodríguez Portillo; род. 6 июля 1993, Флорида, Уругвай) — уругвайский футболист, нападающий американского клуба «Портленд Тимберс» и национальной сборной Уругвая.

## Биография
Джона Родригес вырос в семье военного вместе с несколькими братьями. Родригес занимался в молодёжных командах клуба родного департамента «Атлетико Флорида» до 2012 года, когда его приобрёл за 7 тыс. долларов столичный «Пеньяроль», который заинтересовался юным нападающим ещё в 2008 году, однако тогда Джона довольно быстро вернулся во Флориду, поскольку очень скучал по семье.
Дебютировал в основе «Пеньяроля» 17 августа 2013 года в домашней игре против «Ривер Плейта», которая завершилась поражением «карбонерос» со счётом 2:4. Родригес вышел на замену Фабиану Эстояноффу на 71-й минуте. В своём восьмом матче в чемпионате Уругвая, который прошёл 3 ноября 2013 года, «Кабесита» отметился первым забитым мячом в ворота «Мирамар Мисьонеса» (5:0). По итогам сезона 2013/14 Родригес провёл 27 матчей и забил 11 голов в Примере, сыграл 2 матча в Южноамериканском кубке 2013, провёл пять матчей в розыгрыше Кубка Либертадорес 2014, в котором отметился одним забитым, причём победным, голом (в ворота аргентинского «Арсенала», матч завершился со счётом 2:1).
В розыгрыше Южноамериканского кубка 2014, из которого «Пеньяроль» выбыл в 1/8 финала, уступив в серии пенальти «Эстудиантесу», Джонатан Родригес в четырёх матчах забил три гола.
29 января 2015 года отправился в аренду в португальскую «Бенфику». Аренда рассчитана до 30 июня 2017 года.
Летом 2015 года был отдан в аренду в испанский «Депортиво». Аренда рассчитана до 30 июня 2016 года.
20 марта 2024 года перешёл в клуб MLS «Портленд Тимберс», подписав контракт по правилу назначенного игрока до конца сезона 2026 с опцией продления на сезон 2027. Свой дебют за «Тимберс», 23 марта 2024 года в матче против «Филадельфии Юнион», отметил голом.
Сезон 2014/15 ознаменовался для Джонатана Родригеса вызовом в национальную команду. Родригес дебютировал в сборной Уругвая 10 октября 2014 года в товарищеской игре против Саудовской Аравии, причём сразу в основном составе. На 62-й минуте был заменён Джорджианом Де Арраскаэтой. Матч завершился вничью 1:1. Через три дня Родригес сам вышел на замену Де Арраскаэте в товарищеском матче со сборной Омана и на 87-й минуте установил окончательный счёт в игре — 3:0 в пользу «Селесте».
Родригес был включён в состав сборной на Кубок Америки 2021.

## Титулы и достижения

### Командные
«Бенфика»
- Чемпион Португалии: 2014/15

«Сантос Лагуна»
- Чемпион Мексики: Клаусура 2018

«Крус Асуль»
- Чемпион Мексики: Защ. Клаусура 2021
- Чемпион чемпионов: 2021
- Обладатель Кубка лиг: 2019
- Обладатель Суперкубка Мексики: 2019

«Америка (Мехико)»
- Чемпион Мексики: Апертура 2023

### Личные
- Футболист года в Мексике: 2020/21
- Лучший бомбардир чемпионата Мексики: 2020
- Команда года Лиги MX (2): 2020, 2021
- Игрок месяца Лиги MX (4): Февраль 2020, Сентябрь 2020, Март 2021, Апрель 2021
- Нападающий года Лиги MX: 2020/21
- Участник Матча всех звёзд MLS: 2021

## Статистика

### Клубная статистика
| Выступление        | Выступление      | Выступление      | Чемпионат | Чемпионат | Кубки | Кубки | Конт. | Конт. | Прочие | Прочие | Итого | Итого |
| Клуб               | Лига             | Сезон            | Игры      | Голы      | Игры  | Голы  | Игры  | Голы  | Игры   | Голы   | Игры  | Голы  |
| ------------------ | ---------------- | ---------------- | --------- | --------- | ----- | ----- | ----- | ----- | ------ | ------ | ----- | ----- |
| Пеньяроль          | Примера          | 2013/14          | 27        | 12        | 0     | 0     | 7     | 1     | 0      | 0      | 34    | 13    |
| Пеньяроль          | Примера          | 2014/15          | 11        | 4         | 0     | 0     | 4     | 3     | 0      | 0      | 15    | 7     |
| Пеньяроль          | Итого            | Итого            | 38        | 16        | 0     | 0     | 11    | 4     | 0      | 0      | 49    | 20    |
| Бенфика (аренда)   | Лига Сагриш      | 2014/15          | 1         | 0         | 0     | 0     | 0     | 0     | 0      | 0      | 1     | 0     |
| Бенфика (аренда)   | Итого            | Итого            | 1         | 0         | 0     | 0     | 0     | 0     | 0      | 0      | 1     | 0     |
| Бенфика B          | Сегунда          | 2014/15          | 6         | 7         | 0     | 0     | 0     | 0     | 0      | 0      | 6     | 7     |
| Бенфика B          | Итого            | Итого            | 6         | 7         | 0     | 0     | 0     | 0     | 0      | 0      | 6     | 7     |
| Депортиво (аренда) | Примера          | 2015/16          | 13        | 0         | 3     | 0     | 0     | 0     | 0      | 0      | 16    | 0     |
| Депортиво (аренда) | Итого            | Итого            | 13        | 0         | 3     | 0     | 0     | 0     | 0      | 0      | 16    | 0     |
| Сантос Лагуна      | Лига MX          | 2016/17          | 31        | 13        | 5     | 3     | —     | —     | —      | —      | 36    | 16    |
| Сантос Лагуна      | Лига MX          | 2017/18          | 37        | 7         | 10    | 5     | —     | —     | 1      | 0      | 48    | 12    |
| Сантос Лагуна      | Лига MX          | 2018/19          | 19        | 9         | 1     | 0     | —     | —     | —      | —      | 20    | 9     |
| Сантос Лагуна      | Итого            | Итого            | 87        | 29        | 16    | 8     | —     | —     | 1      | 0      | 104   | 37    |
| Крус Асуль         | Лига MX          | 2018/19          | 18        | 1         | 3     | 1     | —     | —     | —      | —      | 21    | 2     |
| Крус Асуль         | Итого            | Итого            | 18        | 1         | 3     | 1     | —     | —     | —      | —      | 21    | 2     |
| Всего за карьеру   | Всего за карьеру | Всего за карьеру | 163       | 53        | 22    | 9     | 11    | 4     | 1      | 0      | 197   | 66    |

### Выступления за сборную
| Матчи Родригеса за сборную Уругвая | Матчи Родригеса за сборную Уругвая | Матчи Родригеса за сборную Уругвая | Матчи Родригеса за сборную Уругвая | Матчи Родригеса за сборную Уругвая | Матчи Родригеса за сборную Уругвая | Матчи Родригеса за сборную Уругвая |
| ---------------------------------- | ---------------------------------- | ---------------------------------- | ---------------------------------- | ---------------------------------- | ---------------------------------- | ---------------------------------- |
| №                                  | Дата                               | Оппонент                           | Счёт                               | Голы                               | Соревнование                       |                                    |
| 1                                  | 10 октября 2014                    | Саудовская Аравия                  | 1:1                                | —                                  | Товарищеский матч                  |                                    |
| 2                                  | 13 октября 2014                    | Оман                               | 3:0                                | 1                                  | Товарищеский матч                  |                                    |
| 3                                  | 13 ноября 2014                     | Коста-Рика                         | 3:3                                | —                                  | Товарищеский матч                  |                                    |
| 4                                  | 18 ноября 2014                     | Чили                               | 2:1                                | —                                  | Товарищеский матч                  |                                    |
| 5                                  | 28 марта 2015                      | Марокко                            | 1:0                                | —                                  | Товарищеский матч                  |                                    |
| 6                                  | 6 июня 2015                        | Гватемала                          | 5:1                                | —                                  | Товарищеский матч                  |                                    |
| 7                                  | 24 июня 2015                       | Чили                               | 0:1                                | —                                  | Кубок Америки 2015                 |                                    |
| 8                                  | 5 сентября 2015                    | Панама                             | 1:0                                | —                                  | Товарищеский матч                  |                                    |
| 9                                  | 9 сентября 2015                    | Коста-Рика                         | 0:1                                | —                                  | Товарищеский матч                  |                                    |
| 10                                 | 16 октября 2018                    | Япония                             | 3:4                                | 1                                  | Товарищеский матч                  |                                    |
| 11                                 | 16 ноября 2018                     | Бразилия                           | 0:1                                | —                                  | Товарищеский матч                  |                                    |
| 12                                 | 20 ноября 2018                     | Франция                            | 0:1                                | —                                  | Товарищеский матч                  |                                    |
| 13                                 | 22 марта 2019                      | Узбекистан                         | 3:0                                | —                                  | Товарищеский матч                  |                                    |
| 14                                 | 25 марта 2019                      | Таиланд                            | 4:0                                | —                                  | Товарищеский матч                  |                                    |
| 15                                 | 7 июня 2019                        | Панама                             | 3:0                                | —                                  | Товарищеский матч                  |                                    |
| 16                                 | 24 июня 2019                       | Чили                               | 1:0                                | —                                  | Кубок Америки 2019                 |                                    |
| 17                                 | 6 сентября 2019                    | Коста-Рика                         | 2:1                                | 1                                  | Товарищеский матч                  |                                    |
| 18                                 | 10 сентября 2019                   | США                                | 1:1                                | —                                  | Товарищеский матч                  |                                    |
| 19                                 | 11 октября 2019                    | Перу                               | 1:0                                | —                                  | Товарищеский матч                  |                                    |
| 20                                 | 15 октября 2019                    | Перу                               | 1:1                                | —                                  | Товарищеский матч                  |                                    |
| 21                                 | 8 октября 2020                     | Чили                               | 2:1                                | —                                  | Отборочные матчи ЧМ-2022           |                                    |
| 22                                 | 13 октября 2020                    | Эквадор                            | 2:4                                | —                                  | Отборочные матчи ЧМ-2022           |                                    |
| 23                                 | 13 ноября 2020                     | Колумбия                           | 3:0                                | —                                  | Отборочные матчи ЧМ-2022           |                                    |
| 24                                 | 17 ноября 2020                     | Бразилия                           | 0:2                                | —                                  | Отборочные матчи ЧМ-2022           |                                    |
| 25                                 | 3 июня 2021                        | Парагвай                           | 0:0                                | —                                  | Отборочные матчи ЧМ-2022           |                                    |
| 26                                 | 8 июня 2021                        | Венесуэла                          | 0:0                                | —                                  | Отборочные матчи ЧМ-2022           |                                    |
| 27                                 | 21 июня 2021                       | Чили                               | 1:1                                | —                                  | Кубок Америки 2021                 |                                    |
| 28                                 | 2 сентября 2021                    | Перу                               | 1:1                                | —                                  | Отборочные матчи ЧМ-2022           |                                    |
| 29                                 | 16 ноября 2021                     | Боливия                            | 0:3                                | —                                  | Отборочные матчи ЧМ-2022           |                                    |

Итого: 29 игр / 3 гола; 13 побед, 8 ничьих, 8 поражений.